# Karl Emanuel Rogol
Karl Emanuel Rogol war Stenograf und Systemerfinder.
Über das Leben von Rogol ist wenig bekannt, jedoch lebte er etwa Mitte des 19. Jahrhunderts.
Rogol veröffentlichte 1851 ein „Lehrbuch der Stenografie“ nach dem Prinzip der selbstlautschreibenden Kurzschriften. In der ersten Ausgabe nennt er sich „Lehrer der Stenografie“ in Meißen, später auch Sparkassenbuchhalter in Borna.
In Rogols Schrift werden gleiche Zeichen oft mit mehreren verschiedenen Konsonanten belegt. Die Verstärkung der Zeichen dient zur Bezeichnung der Mitlautverdoppelung und in späteren Fassungen seiner Kurzschrift auch zur Unterscheidung eins gleicher Zeichen.
Die Gabelsbergerschen Stenografenvereine warnten zu Unrecht vor dieser Schrift, da sie ihrer Ansicht nach „höchstens den Charakter einer Geheimschrift an sich trage, mit der Stenographie aber nichts als den ihr widerrechtlich beigelegten Namen gemein habe“.